# Tři Bubny (Svitavská pahorkatina)
Tři Bubny (303 m n. m.) je vrch v okrese Chrudim Pardubického kraje. Leží v osadě Tři Bubny, vrcholem na katastrálním území nadřazené obce Orel, východními svahy na území obce Kočí.

## Geomorfologické zařazení
Geomorfologicky vrch náleží do celku Svitavská pahorkatina, podcelku Chrudimská tabule a okrsku Hrochotýnecká tabule.